# Carlos Luis Ruspoli y Álvarez de Tolède
Pour les articles homonymes, voir Ruspoli.
Don Carlos Luis (Carlo Luigi) Ruspoli y Álvarez de Tolède, de Godoy (di Bassano) y Silva-Bazán, dei Principi Ruspoli (Madrid, 1er mars 1858 - assassiné dans la guerre civile espagnole à Madrid, 10 novembre 1936) est un aristocrate italien et espagnol, fils de Adolfo Ruspoli, 2e duc d'Alcudie (es), et son épouse Dona Rosalia Álvarez de Tolède y Silva-Bazán, de Palafox-Portocarrero y Téllez-Girón.
Il est le 3e duc de Sueca et 17e comte de Chinchón, Grand d’Espagne de première classe avec des armoiries de Bourbon (lettre du 31 mars, 1887), et, par sa grand-mère paternelle, 3e duc (anciennement Marquis) d'Alcúdie, Grand d’Espagne de première classe avec les armoiries de Godoy (lettre du 25 février, 1915) et 4e Comte de Monte Évora au Portugal de « juro e Herdade » avec les honneurs de la fois par rapport dans la succession de son père, sénateur du royaume par son propre droit, etc.

## Mariage
Il épouse tout d'abord à Saint-Sébastien le 5 décembre 1896, sa cousine Dona María del Carmen y Caro Caro, y Álvarez de Tolèdeo Gomurcio (Madrid 18 mai 1856/1865 - Madrid 24 avril 1907), fille de Don Carlos Caro y Álvarez de Toledo, de Sala y Palafox et de sa femme et cousine Doña María de la Encarnación Caro y Gomurcio, Caro y Ugarte-Barrientos, ducs à la fois de la Montalto, Marquis de La Romana, etc., les descendants de Pedro Caro y Sureda, 3e Marquis de La Romana. Trois enfants sont issus de cette union :
- Rosalia Dona Blanca y Ruspoli Caro, y Álvarez de Tolède Caro, dei Principi Ruspoli (Paris, le 5 août 1898 - Madrid, 28 juin 1926), mariée à San Sebastián, 16 juillet 1921, comme sa première épouse le cousin de son Don Alfonso (Alonso) Alvarez de Toledo Cristiano Mencos y, de Samaniego y Rebolledo (Madrid, 28 novembre 28 - Madrid, 2 avril 1990), 4e Duc de Zaragoza, 11 Marquis de San Felices de Aragón (Royal Lettre de San Sebastián, 16 juin 1921), Marquis de Casa 10e Pontejos, 8e Marquis de Lazan, 7e Marquis de Miraflores, 12e Comte de Los Arcos, 11 Comte de Campo Eril, Grand d'Espagne de première classe avec des armoiries de Roger de Eril, et avait une seule fille
  - Dona María del Rosario Ignacia Álvarez de Toledo y Ruspoli, Mencos de Y Caro, 11e Marquise de Casa Pontejos (Madrid, 5 novembre 1923 -), célibataire et sans descendance
- Dona María de la Encarnacion Ruspoli y Caro, Álvarez de Tolède y Caro, dei Principi Ruspoli (Madrid, 5 mai 1900 – Madrid, 14 février /5 juillet 1965), mariée à Madrid, 16/26 avril 1930 à Don Mariano del Prado y O'Neill, de Lisboa y Salamanca (Madrid, 15 septembre 1901 – Madrid, 18 octobre 1963), 10e Marquis de Caicedo, 9e Marquis de Acapulco, 3e Marquis de Ogijares, 3e Marquis de Rincon de San Ildefonso et 3e Comte de Buelna, et a eu une descendance
- Camilo Ruspoli, 4e Duc d'Alcudie and Sueca

Il s'est marié à Madrid le 2 juillet 1911 à Dona Josefa Pardo y Manuel de Villena (Madrid, 13 février 1869 -?), Veuve de Don José de Y Agrella ..., ... Y ..., fille de Don Pardo y Arturo de Inchausti, ... y ..., 9e Comte Consort de Via Manuel, Grand d'Espagne de première classe, chevalier de l'Ordre militaire souverain de Malte, Maestrante de Saragosse, et son épouse Dona María Isabel Manuel de Villena y Álvarez de las Asturias-Bohórquez, de Y Bambalere Guiráldez, 9e Comtesse de Via Manuel, Grande d'Espagne de première classe, 13e Marquise de Rafal, Grande d'Espagne de première classe avec des armoiries de Rocamora, 1re Marquise de La Puebla de Rocamora (Lettre du 30 mai 1867),? e Condesa de La Granja avec des armoiries de Rocamora, 5e Baronne de Monte Villena, 17 Señora de Cheles, etc., sans descendance

## Sources
- Afonso, Domingos de Araújo and Valdez, Rui Dique Travassos, Livro de Oiro da Nobreza (3 Volumes), Volume 1, p. 491-8, Lisbon, 1938
- Instituto de Salazar y Castro, Elenco de Grandezas y Titulos Nobiliarios Españoles, Various (periodic publication)